# Robert Edmund Froude
Robert Edmund Froude (* 22. Dezember 1846 in Devonshire; † 19. März 1924 in Cambridge) war ein britischer Schiffbauingenieur, der vor allem auf dem Gebiet der Strömungsmechanik gearbeitet hat. Nach ihm ist das Theorem von Froude und Rankine benannt.
Am 7. Juni 1894 wurde er zum Fellow of the Royal Society (F.R.S.) ernannt.

## Familie
Die Familie von R. E. Froude war wissenschaftlich sehr aktiv. So geht auf seinen Vater William Froude die Froude-Zahl zurück. Sein Onkel James Anthony Froude war ein Historiker.

## Schriften
- R. E. Froude: Description of a method of investigation of screw-propeller efficiency. Trans. Inst. Naval Archit. 24 (1883), S. 231.
- R. E. Froude: The determination of the most suitable dimensions of screw-propeller. Trans. Inst. Naval Archit. 27 (1886), S. 250.
- R. E. Froude: On the part played in propulsion by differences of fluid pressure. Trans. Inst. Naval Archit. 30 (1889), S. 390.

## Nachruf
- DR. R. E. Froude, C.B., F.R.S. In: Nature 113 (5. April 1924), S. 501, doi:10.1038/113501a0